# 1726 Hoffmeister
Az 1726 Hoffmeister (ideiglenes jelöléssel 1933 OE) a Naprendszer kisbolygóövében található aszteroida. Karl Wilhelm Reinmuth fedezte fel 1933. július 24-én, Heidelbergben.